# Грушка (Ивано-Франковская область)
Гру́шка (укр. Грушка) — село в Тлумачской городской общине Ивано-Франковского района Ивано-Франковской области Украины.
Население по переписи 2001 года составляло 1622 человека. Занимает площадь 18,709 км². Почтовый индекс — 78043. Телефонный код — 03479.

## Топография
Село Грушка находится в 7 км. от районного центра (теперь центра ОТГ) г.Тлумач. Также село находится в 35 км. от города Ивано-Франковск. Возле села находится дорога регионального значения. 
В селе находятся улицы: Подзамчище (цент села), Билуники, Кашубы, Шкромиды, Городенка, Рай, Криготулы, Царинка, Ровенки, Бартки, Булагуровка, Кучеревка и Рынок. В селе есть несколько прудов и из "Белого камня" начинается речка Млиневка что впадает в Толмачик.
В селе много ископаемых среди них извести и гипса, есть также сера.

## История

### Польский период
Первое письменное упоминание о селе датируется 1485 годом. Во временна восстания Хмельницкого местные люди взяли участие во взятию замка села Палагичи и убийстве владельца Толмацкого двора Петра Островского. В 1700 году Львовский епископ Иосиф Шумлянский перевел приходы православной епархии в подчинение Римско-Католической Церкви. Неизвестно как быстро в селе приход перешел в Унию.
С момента основания и до прихода австрийских оккупантов село входило в Галицкую землю и Галицкий повет.

### Австрийская оккупация
После падения Польши село Грушка оказалось в Тлумацком старостве во власти графа Дзедушинского. В шематизме от 1841 года некий Генрих Дзедушинский указан как патрон церкви св. Николая. В период 19-го века на территории села действовали три фольварки
Фольварк Ханины Мангайм находился в центре села и фактически был еврейской колонией. в конце 19-го века перенесен в Теодоровку на юг от села.
Фольварк Степана Букоемского находился на территории на юго-запад от села, о которым мало известий
Фольварк Еремброды находился на запад от села и находился у власти магнатов из Букачевцов.
В 1848 году упразднено крепостничество. В 1897 году местный сельский глава Федор Меринда был организатором так называемых "Баденовских выборов" за его указом проводились акции умиротворения и аресты несогласных жителей села.
В селе также находилось Товарищество имени Качковского. Его основателем был о. Александр Кадайский

### Второй польский период
В 1923 году открыт кооператив "Гаразд". В первые годы после мировой войны поляками построена школа з шести годами обучения. Главой стал украинец Атанасий Шевчук. Также в 1930-ие в селе действовала КПЗУ и "Сельроб". Грушка до 1934 года была центром сельской гмины. С 1934 по 1939 год село входило до сельской гмины Хоцимеж (Хотимер) 18 сентября 1939 года в село зашли советские войска. С 1940-го года село вошло в Тлумацкий район Советского союза

### Немецкая оккупация и война
В 1941 году началась великая отечественная война, власть осталась у сельского главы времен советской власти Михаила Тымчука, при его содействию проходила отправка жителей села на принудительные работы в Германию а также набор в дивизию "Галиция" около двадцати человек. В дивизии оказался и его сын Николай Тымчук. Во время войны погибли несколько десятков человек от попадания снаряда, где сейчас установлен памятный крест.
Тем немение много жителей села взяли участия в борьбе с немцами. Среди них Мороз Василий Иванович пропал безвести в сентября 1944, Безверхов Дмитрий Иванович (1908-1944) пропал безвести в сентября 1944, Лазарев Василий Иванович 1916-1941 погиб в плену

### Советский период
Село освобождено в начале марта 1944 года. В советское время построен колхоз им. Свердлова, достроена школа, два медпункта, клуб (на месте кладбища), библиотека, дом учителей и здание сельского совета. Во времена Великой отечественной войны сгорела церковь датируемая второй половиной 19-го века.
Построен памятник участникам Великой отечественной войны родом из села.

### Период Украины
В 1991 году после провозглашения независимости Украины село находилось в составе 475 домов. В 1993 году построена церковь Перенесения мощей Святого Николая (УАПЦ). Руководил постройкой выпускник Ленинградской духовной академии Дмитрий Недильчак. Храм освятил управляющий Ивано-Франковской епархии УПЦ КП и УАПЦ Андрей (Абрамчук).
С 1990 по 1992 год греко-католики собирали в центре села, в 1992 году под их потребности передали бывшую газовую контору колхоза. В 2004 году епископ Владимир (Вийтишин) освятил камень для постройки нового храма.
С 2007 года в селе действует немецкая агрофирма что занимается сельским хозяйством.
В 2012 году построен еще один храм (УГКЦ) его освятил Николай (Симкайло)В 2012 году арестован по подозрению в коррупции местный сельский глава Семкив Богдан Иванович по решению суду получил три года
В 2016 году жители села вышли на протесты на решение исполкома села о разрешении построить в селе датскую свиноферму. Решения исполкома было вынесено без обсуждения с сельским советом. В 2019-м году решениям Тлумацкого районного суда запретил строительство ТзВО "Даноша" В 2021 году в селе ДСНС нашли о обезвредили снаряд времен Великой Отечественной войны В 2021-м году в последствии борьбы за земельный участок между работниками "Штерн Арго" (немецкий аграрный холдинг) и местным аграрием случился инцидент в котором пострадал гражданин Германии при этом официально земельный участок принадлежит третей стороне и заявляет право на собственность В 2024-м году в селе французская фирма JSC Saint-Gobain Isover готовит добычу гипса.
В 2022 году в селе упал самолет МиГ-29 ВВС Украины.

#### Сельские главы
- Рыбак Богдан (1991—1996)
- Василенко Мария (1996—2006)[15]
- Семкив Богдан Иванович (2006—2012)[15][16] партия Батькивщина
- Худецкий Игорь Иванович (2012—2017)[15] партия Батькивщина
- Душынская Оксана Мирославовна с 2017 г.[17]

## Население
| Год  | Насиление     |        |
| ---- | ------------- | ------ |
| 1841 | 1139 (униаты) | [ 1 ]  |
| 1881 | 1595          | [ 2 ]  |
| 1888 | 1561          | [ 1 ]  |
| 1899 | 2211          | [ 1 ]  |
| 1939 | 2940          | [ 1 ]  |
| 1962 | 2191          | [ 3 ]  |
| 2001 | 1622          | [ 18 ] |
| 2016 | 1439          | [ 17 ] |

## Религия

### Греко-Католики
По достоверной информации из шематизма 1899 года в селе находилось 1811 униатов, 350 римо-католиков и 50 иудеев уже по состоянию на 1938 год в селе проживало: 2785 людей из них 10 иудеев и как минимум 60 римо-католиков.Самая старая церковь упоминаемая подается как старше 1841 года. Первый известный священник Иван гербу де Любич Могилянский (1803-?) рукоположен 1830 г.
Вторая упоминаемая построена на месте старой во второй половине 19-го века и утрачена в 1944-м году. Она построена при втором известном священнику Александру Кадайском (1836-после 1914) рукоположен 1861 года. В 1881 году в селе проживало 1463 униата, 90 римо-католика и 42 иудея
После первой мировой войны долгие годы в селе находился Дмитрий Лысый и уехал из села после 1944 года. По состоянию на 1945 год в селу находился священник Дмитрий Урбанович (1909-1945) рукоположен 1934 года Григорием Хомышеным он был убит оуновцами за призывы не убивать поляков.В том же году в селе убили двенадцать поляков. После Львовского собора несогласные священники УГКЦ продолжили проводить религиозную деятельность среди них: Зеновий Киселевский, Павел (Василик) и отец Николай Волосянко (14.09.1930-23.03.2019) рукоположен епископом Николаем Чарнецким 1957 года. 
В 1993 году была построена церковь для православных прихожан, по состоянию на 2012 год построена церковь УГКЦ на 40 дворов.
Великий вклад в возобновление униатского храма в селе сделал отец Игорь Плетенчук (30.09.1955-02.06.2017) рукоположен 1990 года епископом Василиком. Также на парафии служил отец Михаил Халабарчук (14.05.1971-29.01.2019) Рукоположен Николаем (Симкайло) в 2005 году. В 2014 году церковь обокрали, и вынесли 700 гривен. В 2024 году почтили память.

### Православие
О православии в селе до 1700 года неизвестно почти ничего. После прихода на Галицкие земли униии православие почти не упоминается до 1946 года. С этого времени жители села начали ходить в РПЦ в церковь в районном центре. В 1993 году после ухода с РПЦ Дмитрий Недильчак основал в селе православный приход. В том же году приход был переведен в созданую новую юрисдикцию. А в 1995 году вернулся в состав епархии Андрея Абрамчука.

### Римо-Католицизм
В селе находились прихожане римо-католицкого обряда в основном русины-латинники и поляки.

## Образование
В первой половине 19-го века действовала  школа одного года обучения где преподавал местный диакон. Во второй половине 19-го века школа стала двух годов обучения. По состоянию на 1881 г. школа была трех годов обучения. После Первой мировой построена школа шести годов обучения. Также известно имя первого директора Атанасия Шевчука который выехал из села в начала 1944 года.

### Директора школы
- Литвинов Николай Антонович учитель математики
- Ровенко Василий Михайлович учитель математики
- Барчук Иван Иванович учитель истории
- Безверхив Мария Михайловна учитель украинского языка

## Букоемское кладбище
В селе находилось несколько кладбищ первое "Мигилки" утрачено, второе в центре села на мести современного Дома культуры утрачено в советское время. Третье кладбище ныне действующие и есть одним из самых старых в регионе получило название Букоемское от фамилии владельца земли на территории которого открыли некрополь. Открыто в первой половине 19-го века, еще до упразднения крепостнического строя в Австрии (1848 г.) Первые могилы не сохранились.
На кладбище покоятся несколько сельских глав среди них: Федр Меринда (после 1897), Иван Гуменюк (1923—1939), Иван Шкромида (1939), Иван Дузинкевич (1939), Михаил Тымчук (1939—1944), Ярослав Гуменюк, Богдан Рыбак (1991—1996), Богдан Семкив (2006—2012) а также сельский священник и директор школы Литвинов Николай

## Священники
- Иван Де Любич Могилянский (1803-?) — рукоположен 1830 г. период служения в селе первая половина 19-го века и возможно до 1888[1]
- Александр Кадайский — (1836-после 1914) рукоположен 1860 г. период служения в селе минимум от 1888 и после первой мировой войны ушел на пенсию в г. Черновцы[1]
- Дмитрий Лысый — (?-после 1945) рукоположен до 1914, период служения после 1914 и до 1944[1]
- Дмитрий Урсынович — (1909-январь 1945) рукоположен 1934 г. епископом Хомишиным, убит ОУНовцами в январе 1945 года за призыва не убивать поляков[19]
- Зеновий Киселевский — без прихода, приблизительно до 1955[20]
- Павел (Василик) — без прихода[20]
- Николай Волосянко — (14.09.1930-23.03.2019) редемптодист, рукоположен 1957 года епископом Чарнецким, с 1965 года монах[21][20]
- Василий (Семенюк) — (02.08.1949) без прихода[20]
- Игорь Плетенчук — (30.09.1955-02.06.2017) первый после возобновления УГКЦ, построил новый храм Перенесения мощей Святого Николая[24]
- Михаил Халабарчук — (14.05.1971-29.01.2019)[22]
- Тарас Гушулей — с 2019 года на приходе

### Православные
- Дмитрий Недильчак — (УАПЦ, УПЦ КП, УАПЦ) митрофорный протоиерей построил храм 1993 года на месте резиденции священника УГКЦ
- Игорь Слободян — (УАПЦ, ПЦУ) митрофорный протоиерей

## Археология
На территории села найдено поселение поздней бронзы и клад 142 изделия. В селе находился некий замок об этом указывает одна из улиц села что носит название "Подзамчище" возможно там находилась одна из крепостей для обороны об татарских набегов на Галицию. 

## Памятки

### Утрачены
- Церковь Святого Николая дата основание не раньше 1785 года, утрачена во второй половине 19-го века
- Церковь Перенесения Мощей Святого Николая дата основания не раньше второй половины 19-го века, утрачена в 1944 г.
- Крест Свободы построен 1848 г. в знак упразднения крепостничества
- Резиденция священника (1990-1993 годах использовалась как приходская церковь)
- Мурована корчма [2]
- Млин 19-го века[2]

### Действующие
- Церковь Перенесения Мощей Святого Николая 1993 г. (УАПЦ, УПЦ КП, УАПЦ, ПЦУ)
- Церковь Святого Николая 2012 г. (УГКЦ)
- Памятник односельчанам погибшем во Великой Отечественной войне
- Колодец на "Ведревке", столетний водоем в котором освящают воду во время Рождественских праздников[25]
- Статуя Богородицы в центре села на месте Креста Свободы

## Знаменитые люди

### Родились
- Иван Тимчук — Герой Советского Союза
- Мирослав Дузинкевич — украинский и американский художник
- Дмитрий Лялюк — кандидат физико-технических наук, доцент ИФНТУНГ

### Работали
- Василий (Семенюк) — епископ и митрополит Тернопольско-Зборовской епархии УГКЦ[20]
- Иван Могилянский — шляхтич герба Любич, священник села[1]
- Дмитрий Урсынович — священник УГКЦ, убит оуновцами во время резни поляков[19][26]

### Находились
- Павел (Василик) — епископ УГКЦ в советское время находился в селе с религиозной миссией[20]
- Владимир (Вийтишин) — епоскоп и митрополит Ивано-Франковский УГКЦ, в 2004 году освятил камень для постройки церкви[7]
- Николай (Симкайло) — епископ УГКЦ в 2012 году освятил ново построен храм[7]
- Андрей (Абрамчук) — управляющий Ивано-Франковской епархии УПЦ КП, УАПЦ и ПЦУ

## Религия
- Отец Дмитрий Лысый 1914-1944
- Отец Дмитрий Урсинович 1944-1945 убит бойцами ОУН[19]